# NGC 7511
NGC 7511 ist eine Spiralgalaxie vom Hubble-Typ Sa im Sternbild Pegasus am Nordsternhimmel. Sie ist schätzungsweise 227 Millionen Lichtjahre von der Milchstraße entfernt und hat einen Durchmesser von etwa 60.000 Lichtjahren. Vom Sonnensystem aus entfernt sich die Galaxie mit einer errechneten Radialgeschwindigkeit von näherungsweise 4.900 Kilometern pro Sekunde.
Das Objekt wurde am 6. September 1886 von Lewis Swift entdeckt.

## Galaktisches Umfeld
| Nr. | Galaxie                   | Alternativname               | Rek           | Dek           | Distanz/asec |
| --- | ------------------------- | ---------------------------- | ------------- | ------------- | ------------ |
| →   | NGC 7511                  | LEDA/PGC 70691               | 23h12m26.293s | +13d43m35.74s | 0            |
| 1   | 2MASX J23122799+1344523   | WISEA J231227.97+134452.7    | 23h12m27.982s | +13d44m52.63s | 80,67        |
| 2   | WISEA J231230.83+134609.7 | GALEXASC J231230.81+134610.6 | 23h12m30.838s | +13d46m09.70s | 167,53       |
| 3   | WISEA J231222.78+133538.9 | GALEXASC J231222.76+133540.6 | 23h12m22.782s | +13d35m38.84s | 479,69       |
| 4   | WISEA J231259.97+135108.5 | GALEXASC J231300.00+135108.6 | 23h12m59.957s | +13d51m08.59s | 667,42       |
| 5   | LEDA/PGC 1443989          | NSA 25345                    | 23h12m25.990s | +13d54m50.19s | 674,36       |
| 6   | LEDA/PGC 1436126          | WISEA J231142.29+133744.4    | 23h11m42.304s | +13d37m43.66s | 731,48       |
| 7   | LEDA/PGC 1445040          | NSA 25347                    | 23h12m24.518s | +13d57m04.58s | 809,18       |
| 8   | LEDA/PGC 1432999          | 2MASX J23125691+1331000      | 23h12m56.938s | +13d31m00.32s | 877,59       |
| 9   | LEDA/PGC 1438976          | 2MASX J23112193+1344018      | 23h11m21.907s | +13d44m01.93s | 938,74       |
| 10  | LEDA/PGC 1433038          | WISEA J231308.26+133104.2    | 23h13m08.261s | +13d31m04.34s | 968,96       |